# Albert Willimsky
Albert Willimsky (Oberglogau, 1890. december 29. – Sachsenhauseni megsemmisítő tábor, 1940. február 22.) német katolikus pap.
Az első világháborúban katonaként vett részt, majd lelkészként működött Beuthenben és Stettinben. A második világháború alatt  a nemzetiszocializmus elleni ellenállási mozgalom aktív tagja volt. A sachsenhauseni koncentrációs táborban halt mártírhalált.